# Hi-8 Adventures Soundtrack
Hi-8 Adventures Soundtrack is een ep van de Zweedse punkband Millencolin. Het is uitgegeven in 1999 als de soundtrack voor hun film Millencolin and the Hi-8 Adventures. In Zweden is het uitgegeven onder het platenlabel Burning Heart Records, in de Verenigde Staten was dit Epitaph Records, en Shock Records in Australië.

## Nummers
1. "Buzzer" (Uitgebreide versie)
2. "Random I Am" (Live)
3. "Puzzle" (Live)
4. "Dance Craze" (Live)
5. "Move Your Car" (Live)
6. "Killercrush" (Live)
7. "Bullion" (Live)
8. "Twenty Two" (Live)

Nikola Šarčević · Mathias Färm · Fredrik Larzon · Erik Ohlsson
Albums en ep's: Use Your Nose · Skauch · Same Old Tunes · Life on a Plate · For Monkeys · Hi-8 Adventures Soundtrack · The Melancholy Collection · Pennybridge Pioneers · No Cigar · Millencolin/Midtown Split · Home from Home · Kingwood · Machine 15 · The Melancholy Connection · True Brew · SOS
Video's en dvd's: Millencolin and the Hi-8 Adventures